# Nair Almeida
Nair Filipe Pires de Almeida (Catumbela, 23 de janeiro de 1984) é uma ex-handebolista profissional angolana. Ela representou seu país nos Jogos Olímpicos de Verão de 2004, 2008 e 2012.